# S-Bahn de Haute-Autriche
Le S-Bahn de Haute-Autriche (en allemand : S-Bahn Oberösterreich) est un réseau express régional desservant la région métropolitaine de Linz, en Haute-Autriche, et l'ouest de la Basse-Autriche. Inauguré en décembre 2016, il consiste en une régularisation des fréquences de lignes régionales et locales préexistantes.

## Lignes

### Réseau actuel
Le système de S-Bahn a été créé sur la base des lignes de train régionales existantes. Le réseau initial est composé des lignes suivantes : 
| ligne | Cours                                     | Tronçons                         | Opérateur       | Matériel roulant | Longueur |
| ----- | ----------------------------------------- | -------------------------------- | --------------- | ---------------- | -------- |
| S1    | Linz –Garsten via Sankt Valentin et Steyr | Lignes de l'Ouest et Rudolf (de) | ÖBB             | Talent, Desiro   | 47 km    |
| S2    | Linz – Wels                               | Ligne de l'Ouest                 | ÖBB             | Talent, Desiro   | 24 km    |
| S3    | Linz – Pregarten                          | Ligne du Summerauer (de)         | ÖBB             | Talent, Desiro   | 26 km    |
| S4    | Linz –Kirchdorf an der Krems              | Ligne de la Pyhrn (de)           | ÖBB             | Talent, Desiro   | 51 km    |
| S5    | Linz – Eferding                           | Train léger de Linz (de)         | Stern & Hafferl | Stadler GTW      | 47 km    |

Les lignes de S-Bahn circulent toutes les heures de 5h30 à 23h30.  Il est prévu de raccourcir les intervalles en un cycle d'une demi-heure. Sur certains itinéraires, cependant, cela ne peut avoir lieu qu'après réfection des infrastructures en vue d'augmenter leur capacité, en particulier sur les itinéraires Linz – Wels et Linz – Kleinmünchen,.
Au cours des 100 premiers jours après l'introduction du système de S-Bahn, le nombre de passagers a augmenté de 5%. 

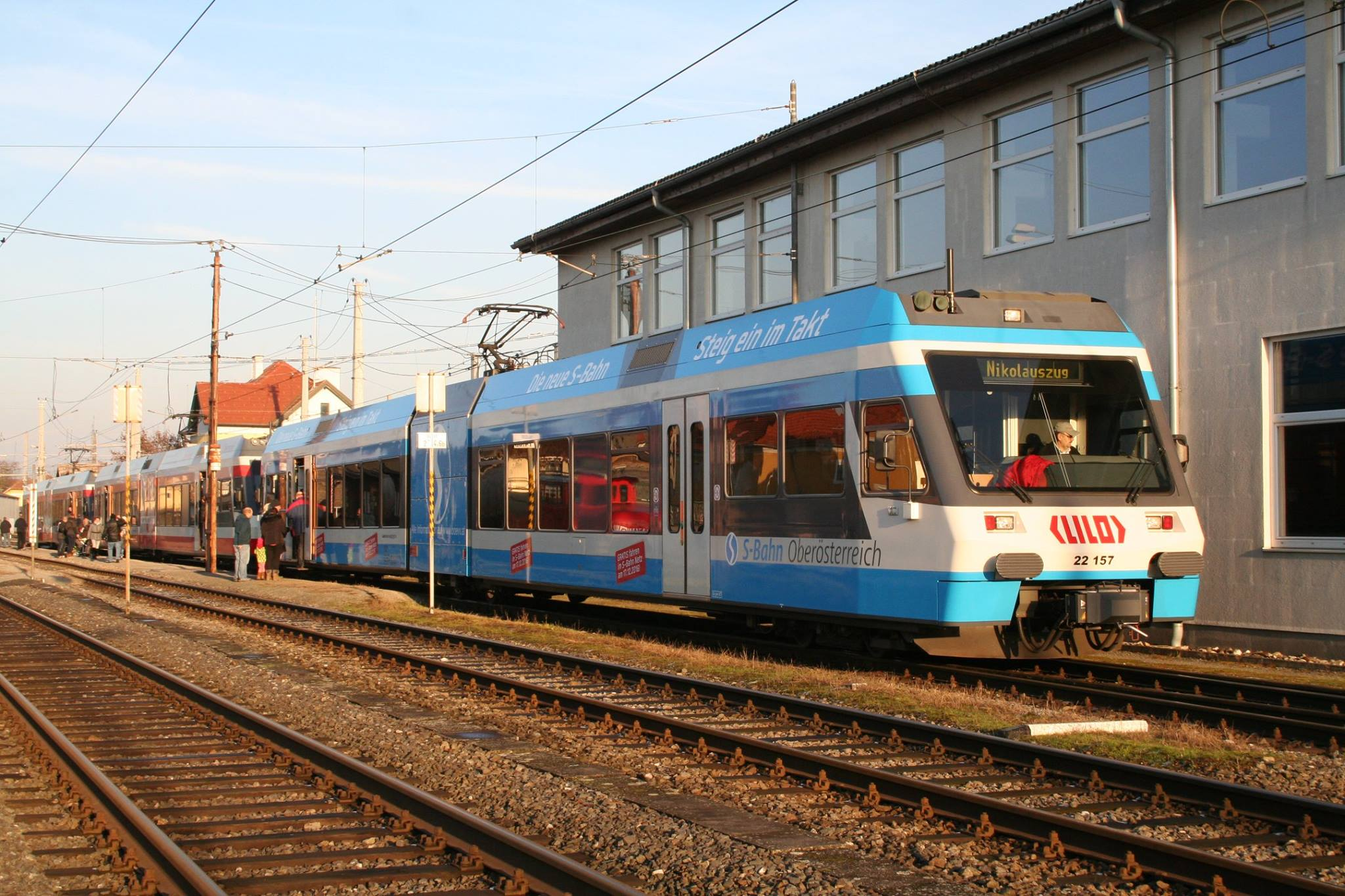
Une automotrice GTW de la Stern & Hafferl dans sa livrée S-Bahn

### Réseau projeté
L'introduction de deux autres lignes desservant l'est de la région est prévue à plus long terme,. Les deux lignes partageront leur itinéraire en tunnel entre la gare centrale de Linz et un nouveau pont sur le Danube, au centre de la ville .

#### S6: Linz – Kleinzell im Mühlkreis
La ligne S6 empruntera la ligne du Mühlkreis, qui devra être électrifiée jusqu'à Kleinzell im Mühlkreis,.

#### S7: Tram-train Linz – Gallneukirchen – Pregarten
La ligne S7 circulera principalement le long du Donaudamm jusqu'à l'Université de Linz , où une connexion aux lignes de tramway 1 et 2 doit avoir lieu. À cette fin, une courte extension du tramway du terminus de l'université à la future station de S-Bahn est prévue. La nouvelle ligne passera ensuite par Treffling, en direction de Gallneukirchen, puis via Engerwitzdorf jusqu'à Pregarten.  La ville de Gallneukirchen elle-même devra être reliée par une ligne secondaire,.
Le nouveau tunnel du centre-ville pourrait être achevé d'ici 2026 ou 2027.